# Parafia św. Marii Magdaleny w Biskupicach
Parafia Świętej Marii Magdaleny w Biskupicach – parafia rzymskokatolicka, znajdująca się w diecezji toruńskiej, w dekanacie Bierzgłowo. 

## Proboszczowie
- ks. Michał Górnicki (1801–1840)[2]
- ks. Jan Musolf (1840–1869)[2]
- ks. Karol Kniffke (1869–1894)[2]
- ks. Feliks Lisiński (1894–1909)[2]
- ks. Edward Keister (1909–1941)[2]
- ks. Zygmunt Szulc (1947–1984)[2]
- ks. Jan Jakubiak (1985–1995)[2]
- ks. Andrzej Lewandowski (1995-–30 VI 2005)[2]
- ks. kan. Grzegorz Pszeniczny(2005–2020)[3][2]
- ks. Wiktor Ostrowski (2020– )[4]